# Andris Hernández
Andris José Hernández Gimenez (nascido em 11 de janeiro de 1982) é um ciclista profissional venezuelano. Ganhou três medalhas para seu país natal em 2007, disputando nos Jogos Pan-Americanos do Rio de Janeiro.